# 安德烈亚·加斯巴罗尼
安德烈亚·加斯巴罗尼（義大利語：Andrea Gasbarroni，1981年8月6日—），意大利男子足球运动员。他曾代表意大利国奥队参加2004年夏季奥林匹克运动会足球比赛，获得铜牌。